# Agostino Cacciavillan
Agostino Cacciavillan   (Valdagno, 14 d'agost de 1926 - Ciutat del Vaticà, 5 de març de 2022) va ser un cardenal catòlic italià. Va ser pro-nunci a Kenya, Índia, Nepal i els Estats Units entre 1976 i 1998; servint a continuació com a President de l'Administració del Patrimoni de la Seu Apostòlica entre 1998 i 2002. Va ser elevat al Col·legi Cardenalici el 2001.

## Biografia
Nascut a Novale di Valdagno (Vicenza), rebé l'ordenació presbiteral el 26 de juny de 1949, després d'haver estudiat al seminari episcopal de Vicenza. En els seus primers anys de sacerdoci treballà com a vicari cooperador a la parròquia de Santa Maria in Colle, a Bassano del Grappa.
Anà a Roma per completar estudis a la Pontifícia Universitat Gregoriana, on es llicencià en ciències socials; doctorant-se contemporàniament en jurisprudència a la Universitat de Roma i en dret canònic a la Pontifícia Universitat Lateranense. Finalment, estudià a la Pontifícia Acadèmia Eclesiàstica, ingressant al servei diplomàtic de la Santa Seu el 1959.
Després d'un període de treball a la Secretaria d'Estat va ser destinat com a secretari a la nunciatura apostòlica a les Filipines (1960–1964), Espanya (1964-1968) i Portugal (1968). Entre 1969 i 1974 treballà a la Secretaria d'Estat, on va ser cap de l'oficina d'Informació i Documentació. Va ser promogut al rang de Prelat Honorífic el 26 d'agost de 1973.
Nomenat pel Papa Pau VI el 17 de gener de 1976 arquebisbe titular d'Amiterno, pro-nunci apostòlic a Kenya i delegat apostòlic a les Seychelles; rebé l'ordenació episcopal el 28 de febrer de 1977 de mans del cardenal Jean-Marie Villot, amb l'arquebisbe i el bisbe servint com a co-onsagradors a la Basílica de Sant Pere.
Com a ambaixador papal a Kenya, també serví com a observador permanent del Programa de les Nacions Unides per al Medi Ambient i del Programa de les Nacions Unides per als Assentaments humans. Cacciavillan va ser posteriorment nomenat Pro-nunci a l'Índia el 9 de maig de 1981 i el primer pro-nunci al Nepal el 30 d'abril de 1985. Abans de marxar a Roma ocupà la nunciatura apostòlica als Estats Units, succeint l'arquebisbe Pio Laghi. En virtut d'aquest càrrec, també era observador permanent davant l'Organització d'Estats Americans i el representant de la Santa Seu davant l'Associació Mundial de Juristes.
El Papa Joan Pau II nomenà Cacciavillan com a President de l'Administració del Patrimoni de la Seu Apostòlica el 5 de novembre de 1998. Elevat al rang de cardenal pel Papa Joan Pau II al consistori del 21 de febrer de 2001, amb el títol de cardenal diaca de Santi Angeli Custodi a Città Giardino. És president emèrit de l'Administració del Patrimoni de la Seu Apostòlica. A més ha estat membre de la Congregació per als Bisbes, de la Congregació per a l'Evangelització dels Pobles, de la Congregació per a les Esglésies Orientals i de la Congregació per a les Causes dels Sants; a més del Tribunal Suprem de la Signatura Apostòlica, del Consell Pontifici per als Textos Legislatius i de les comissions pontifícies per Amèrica Llatina i per Comissió Pontifícia per l'Estat de la Ciutat del Vaticà.
Cacciavillan va ser un dels cardenals electors que participaren en el conclave de 2005, on s'escollí el Papa Benet XVI.
L'1 de març de 2008, després de la promoció del cardenal Darío Castrillón Hoyos a l'orde presbiteral, esdevingué cardenal protodiaca, el privilegi especial del qual és fer l'anunci del Habemus Papam en concloure el conclave.
El 21 de febrer de 2011 optà per l'orde presbiteral, mantenint invariada la diaconia elevada pro hac vice a títol presbiteral.

## Publicacions
- Il dominio delle cose esteriori e la proprietà privata nel pensiero di S. Tommaso d'Aquino, Istituto padano di arti grafiche, Rovigo 1951.
- Appunti sul rapporto tra economia e diritti, 1954.
- Alle origini della delegazione apostolica nelle Filippine. La delegazione di mons. Placide-Louis Chapelle (1899-1901), Città del Vaticano 1962.
- Italian missionaries in the Philippines, Manila 1964.
- Amore e verità. La missione di un nunzio, Libreria Editrice Vaticana, Città del Vaticano 2001.
- Due omelie salesiane, Libreria Editrice Vaticana, Città del Vaticano 2002.
- Patrone d'Europa, Libreria Editrice Vaticana, Città del Vaticano 2002.
- Indian church sharing. Dialogue and mission, Mar Thoma Togam, Roma 2003.
- La nona Settimana Montiniana di Concesio (Brescia), Brescia 2008.
- Prefazione in Paolo VI, Voi siete figli dei santi. Paolo VI ai carmelitani, Graphe.it edizioni, Perugia 2008 – ISBN 978-88-89840-38-2
- L'Emmanuele, Dio con noi, Libreria Editrice Vaticana, Città del Vaticano – ISBN 978-88-209-8956-9